# Olaf Werner (Fußballspieler)
Olaf Werner (* 4. Januar 1960) ist ein ehemaliger deutscher Fußballspieler. Für Stahl Riesa und Chemie Leipzig spielte er in den 1980er-Jahren in der DDR-Oberliga, der höchsten Liga im DDR-Fußball.

## Sportliche Laufbahn
Bevor Olaf Werner seine ersten Spiele in der DDR-Oberliga bestritt, spielte er bis 1976 für Dynamo Dresden in der Juniorenoberliga und bis 1980 in der Nachwuchsoberliga. 1979 wurde er mit dem Dynamo-Nachwuchs DDR-Meister, nachdem er regelmäßig als Mittelfeldspieler eingesetzt wurde und sich als mehrfacher Torschütze bewährt hatte.
Zur Saison 1980/81 wechselte Werner zum Oberligisten Stahl Riesa. Dort wurde er in der Hinrunde in der Abwehr und im Mittelfeld in elf der dreizehn Oberligaspiele eingesetzt. In der Rückrunde wurde er nicht mehr in der Oberliga aufgeboten und die BSG Stahl stieg in die DDR-Liga ab. In der Saison 1981/82 war er in den beiden ersten Ligaspielen als Einwechselspieler dabei, danach kam er bei Stahl Riesa nicht mehr zum Einsatz.
Nach Abschluss der Hinrunde schied Olaf Werner bei Stahl Riesa aus und wechselte zum Ligakonkurrenten FSV Lokomotive Dresden, wo er hauptsächlich als Verteidiger die restlichen acht Ligaspiele bestritt und sein erstes Tor im höheren Ligenbetrieb erzielte. Für die Saison 1982/83 wurde Werner als Abwehrspieler angekündigt, tatsächlich wurde er im Mittelfeld und im Angriff eingesetzt und wurde mit sechs Treffern Torschützenkönig der Lok-Mannschaft. Für 1983/84 wurde er der Realität folgend als Mittelfeldspieler gemeldet. Als solcher bestritt er auch die ersten sechs Ligaspiele, in denen er noch einmal zwei Tore erzielte.
Bereits am 9. Spieltag der DDR-Oberliga stand Werner für die BSG Chemie Leipzig auf dem Feld. Weiterhin im Mittelfeld aufgeboten bestritt er die restlichen 18 Oberligaspiele, in denen er noch drei Tore schoss. Am Saisonende musste Chemie zwei Relegationsspiele gegen den torgleichen 1. FC Union Berlin austragen. Mit 1:1 und 2:1 sicherten sich die Leipziger den Klassenerhalt, wobei Werner in beiden Begegnungen eingesetzt wurde. Von 26 Oberligaspielen der Saison 1984/85 konnte Werner 19 Partien bestreiten und war erneut mit drei Toren erfolgreich. Diesmal konnte die BSG Chemie die Klasse nicht halten. In der DDR-Liga-Spielzeit 1985/86 waren 34 Punktspiele zu absolvieren. Unter dem neuen Trainer Manfred Fuchs war Werner zunächst nur Ersatzspieler, erst vom 15. Spieltag an kam er regelmäßig im Mittelfeld zum Einsatz, sodass er schließlich auf 29 Ligaspiele kam. Mit seinen sechs Toren zeigte er sich dabei als treffsicherer Schütze. In der Saison 1986/87, in der Chemie weiterhin in der DDR-Liga spielte, kam Werner schwer in Tritt. Er stieg erst am 6. Spieltag in die Punktspiele ein, zunächst dreimal als Einwechselspieler. Es folgten am 14. und 15. Spieltag zwei Einsätze in der Startelf, doch beim zweiten Einsatz musste er wegen Foulspiels vorzeitig vom Platz. Erst in der Rückrunde konsolidierte er sich insoweit, dass er neun Ligaspiele über 90 Minuten absolvierte, hinzu kam eine weitere Partie als Einwechsler. Am Ende kam er auf 15 Ligaspiele mit weiteren drei Toren.
Mit dem Ende der Spielzeit 1986/87 war im Prinzip Werners Karriere als Leistungsfußballer beendet. Er kehrte zur FSV Lok Dresden zurück, die 1987/88 in der drittklassigen Bezirksliga spielte. 1988/89 startete er noch einmal einen Versuch in der DDR-Liga bei der BSG Fortschritt Bischofswerda, wo er jedoch nur zum Saisonbeginn drei Punktspiele absolvierte. Noch während der Hinrunde wechselte er zum DDR-Liga-Neuling Aktivist Borna, bestritt dort aber nur ein Ligaspiel. Später tauchte Olaf Werner nicht mehr im höheren Ligenbereich auf.